# 石川数正
石川數正（日语：〔〕／ Ishikawa Kazumasa，1533年—1593年）是日本戰國時代至安土桃山時代武將和大名。
與酒井忠次一同以德川家康的重臣的身份活躍著，但是在小牧、長久手之戰後從德川家出奔並臣服於豐臣秀吉。通説是成為了信濃松本藩初代藩主（三百藩藩主人名事典）。

## 經歷

### 家康的近侍
天文2年（1533年）在三河出生，父親是石川康正。以近侍身份仕於還是今川義元的人質松平竹千代（後來的德川家康），今川義元在永祿3年（1560年）的桶狹間之戰中被討取後，在松平元康（家康）獨立時與今川氏真交涉，取回當時今川氏的人質‧家康嫡男松平信康和被留在駿府的家康正室築山殿。永祿4年（1561年），在家康與織田信長在石瀨（石ヶ瀬）起紛爭之際以先鋒身份活躍著。

### 家康的心腹
永祿5年（1562年）與織田信長交渉，對於清洲同盟的成立有很大貢獻。永祿6年（1563年），三河一向一揆爆發，父親康正背叛家康，但是數正改宗為淨土宗並繼續仕於家康。因此在戰後成為家康的家老，與酒井忠次一起被重用。在松平信康元服後成為信康的後見人。永祿12年（1569年）在家康的命令下，取代叔父石川家成而成為西三河的旗頭（旗本先手役）。
而且在軍事面上亦很出色，元龜元年（1570年）的姉川之戰、元龜3年（1572年）的三方原之戰、天正3年（1575年）的長篠之戰等，多數的合戰都有出陣並立下許多武功。在天正7年（1579年）信康切腹後成為岡崎城城代。
天正10年（1582年）織田信長死去，之後信長的重臣羽柴秀吉（豐臣秀吉）抬頭，數正在家康的命令下負責與秀吉交渉。在天正12年（1584年）參加小牧、長久手之戰。戰後向家康提議與秀吉和睦（有説法指和議的結果是數正加入秀吉方）。

### 離奇出奔
天正13年（1585年）11月13日，突然在家康之下出奔，逃亡到秀吉處。理由成謎，有「與家康不和」、「這是秀吉的和談提案條件」等諸多説法，但是即使到了現在還未知出奔的理由。
由於數正盡知德川的軍事機密，這次出奔對於德川有很大衝撃。之後，德川軍把三河以來的軍制改為武田流。這次改革相當吃力，但由於家康在織田・德川聯軍把武田家滅亡之際，藏匿遭受信長追殺的武田殘黨，故而得以藉由該等武田遺臣完成改革（『駿河土産』）。

### 豐臣家臣
此後，被秀吉給予河内國内的8萬石，成為秀吉的家臣。此時改名為出雲守吉輝。天正18年（1590年），後北條氏在小田原征伐中滅亡，家康被移封至關東，數正被加增移封至信濃松本（筑摩郡和安曇郡）10萬石（一說指8萬石）。數正在松本為了建立權威和準備實戰而築起雄大的松本城，為了以街道相連來掌握流通機構而建設城下町，以及建造天守閣等，盡力整備和建立起政治基礎。
文祿2年（1593年）死去。享年61歲。但是有異説，一說指是在文祿元年（1592年）12月死去。
家督由長男康長繼承，但是在遺領10萬石中，康長領8萬石、次男康勝領1萬5千石、3男康次領5千石，以分割相續的形式傳下去。

## 出奔的理由
數正的出奔令到家康有很大的動搖，令家康被迫改正軍制。出奔的理由有諸多説法，沒有定論。
- 負責與秀吉的外交，但是後來被秀吉的器量吸引而自己向秀吉投降。
- 負責與秀吉的外交，但是被秀吉的恩賞籠絡。
- 負責與秀吉的外交，主張對秀吉強硬的本多忠勝等人懷疑數正與秀吉内通，數正在德川家中的立場漸漸惡化。
- 因為擔任松平信康的後見人，以天正7年（1579年）的信康切腹事件為契機而與家康不和。
- 松平信康切腹後，德川家的實權由數正為筆頭的岡崎眾（信康派）轉移至酒井忠次等的濱松眾（家康派），數正在德川家中開始變得沒有地位。
- 父親康正在與家康敵對後垮台，家康的親戚‧數正的叔父家成成為石川氏的嫡流，數正以功績亦不能抵償父親的牽連而成為傍流，因此對家康不滿。
- 受到家康的指示，為了德川家而犧牲，形式上向秀吉投降。
- 在山岡莊八的小説《德川家康》中，因為家康的家臣中有很多外交力弱、粗心的三河武士，在家康和本多重次的沉默和了解下成為秀吉的家臣，被設定成是在秀吉的一側幫助家康外交的角色。

## 家系
家系是河内源氏的八幡太郎義家6男陸奥六郎義時在河内壺井（現今大阪府羽曳野市壺井）的石川莊相續，義時的3男石川義基是石川源氏・石川氏的祖先。數正的家族是在三河石川氏。
叔父是石川家成，從弟是石川康通。

## 登場作品
小說
- 石川數正（学陽書房、三宅孝太郎（日语：三宅孝太郎）著）
- 謀將石川數正（新潮社、南原幹雄（日语：南原幹雄）著）
- 群疑（講談社、松本清張著）
- 異端的三河武士（光文社、多岐川恭（日语：多岐川恭）著）
- 逢坂的難關（講談社、仁志耕一郎（日语：仁志耕一郎）著）
- 毒饅頭（文藝春秋、火坂雅志（日语：火坂雅志）著）

影視劇
- 織田信長（日语：織田信長 (映画)）（1940年、日活、演：室田常幸）
- 德川家康（1964年、NET、演：田中明夫）
- 德川家康（日语：徳川家康 (1965年の映画)）（1965年、東映、演：白井武雄）
- 影武者（1980年、東寶、演：土信田泰史）
- 德川家康（1983年、NHK大河劇、演：江原真二郎）
- 太閤記（日语：太閤記 (1987年のテレビドラマ)）（1987年、TBS、演：高並功）
- 武田信玄（1988年、NHK大河劇、演：村上幹夫）
- 德川家康（日语：徳川家康 (1988年のテレビドラマ)）（1988年、TBS、演：千葉真一）
- 德川家康 戰國最後的勝利者（1992年、ANB、演：石橋蓮司）
- 織田信長（日语：織田信長 (1994年のテレビドラマ)）（1994年、TX、演：大林丈史）
- 豐臣秀吉 獲取天下！（日语：豊臣秀吉 天下を獲る!）（1995年、TX、演：伊藤敏八）
- 秀吉（1996年、NHK大河劇、演：誠直也）
- 德川之女（日语：徳川の女）（1997年、TX、演：原田清人）
- 利家與松（2002年、NHK大河劇、演：能裕二）
- 功名十字路（2006年、NHK大河劇、演：大河內浩（日语：大河内浩））
- 德川家康與三個女子（日语：徳川家康と三人の女）（2008年、EX、演：本田博太郎）
- 真田丸（2016年、NHK大河劇、演：伊藤正之）
- 女城主 直虎（2017年、NHK大河劇、演：中村織央）
- 怎麼辦家康（2023年、NHK大河劇、演：松重豐）